# گلوگوویتسا (آلکسیناتس)
گلوگوویتسا (به صربی: Glogovica) یک روستا در صربستان است که در Aleksinac Municipality واقع شده‌است. گلوگوویتسا ۸۷۴ نفر جمعیت دارد.